# Піра
Піра (Pira, Tarragona) — село в Іспанії, у складі провінції Таррагона та автономної спільноти Каталонія.